# Dawungan (Masaran)
Dawungan is een bestuurslaag in het regentschap Sragen van de provincie Midden-Java, Indonesië. Dawungan telt 4122 inwoners (volkstelling 2010).